# Mohammed Rabii
Mohammed Rabii (13 de julho de 1993) é um pugilista marroquino, medalhista olímpico. 

## Carreira
Mohammed Rabii competiu na Rio 2016, na qual conquistou a medalha de bronze no peso meio-médio.